# Vermaaklikheid
Vermaaklikheid è un centro abitato sudafricano situato nella municipalità distrettuale di Eden nella provincia del Capo Occidentale.

## Geografia fisica
Il piccolo centro abitato sorge nei pressi del corso del fiume Duiwenhoks a circa 7 chilometri dal suo estuario nell'oceano Indiano. L'area è ricoperta dal fynbos e ospita più di 100 specie di uccelli.